# هرمان فون آيكهورن
هرمان فون آيكهورن (بالألمانية: Hermann von Eichhorn)‏ (و. 1848 – 1918 م) هو عسكري ألماني، ولد في فروتسواف، ويحمل رتبة عسكرية فيلد مارشال، توفي في كييف، عن عمر يناهز 70 عاماً.

## جوائز
حصل على جوائز منها:
- وسام الاستحقاق
- نيشان فرسان العقاب الأسود
- ترتيب القديس ستانيسلاوس من الدرجة الثالثة  [لغات أخرى]‏.